# Kuiurgazi
Kuiurgazi (en rus: Куюргазы) és un poble de Baixkíria, a Rússia, que en el cens del 2010 tenia 189 habitants. Pertany al districte de Iermolàievo.